# أتسوشي غوتو
أتسوشي غوتو (باليابانية: 後藤 篤志) (مواليد 19 يناير 1975)، هو لاعب كرة قدم سابق كان يلعب كلاعب وسط.